# 4 Non Blondes
4 Non Blondes was een Amerikaanse alternatieve rock-groep die actief was tussen 1989 en 1994. De frontvrouw was zangeres en gitarist Linda Perry.

## Geschiedenis
De band brak in de zomer van 1993 internationaal door met het nummer What's up?, dat in diverse landen (waaronder in Nederland, Vlaanderen, Duitsland en Zweden) de eerste plaats van de hitparade bereikte. In de Nederlandse Top 40 stond de single tien weken op nummer 1 en werd het de grootste hit van het jaar. Dankzij de wereldwijde aandacht voor de groep werd het in 1992 uitgebrachte debuutalbum, Bigger better faster more!, ook een groot succes. In hun thuisland, de Verenigde Staten, kreeg de groep hier een platina plaat voor.
In 1994, tijdens de opnames van hun tweede studioalbum, verliet Perry de groep. Kort hierna werd 4 Non Blondes opgeheven. Perry legde zich toe op een carrière als solozangeres en tekstschrijfster. Zij produceerde albums van onder anderen P!nk en Christina Aguilera.
In mei 2014 kwam de groep kort weer bijeen ter gelegenheid van een benefietconcert.

## Bandleden
- Linda Perry (zang)
- Roger Rocha (gitaar)
- Christa Hillhouse (basgitaar)
- Dawn Richardson (drums)

### Voormalige bandleden
- Louis Metoyer (werd meteen na de opnamen van de debuuthit vervangen door Roger Rocha)
- Shaunna Hall (ging later ook spelen bij George Clinton's Parliament Funkadelic)

## Discografie

### Albums
| Album met eventuele hitnotering(en) in de Nederlandse Album Top 100 | Datum van verschijnen | Datum van binnenkomst | Hoogste positie | Aantal weken | Opmerkingen |
| ------------------------------------------------------------------- | --------------------- | --------------------- | --------------- | ------------ | ----------- |
| Bigger better faster more!                                          | 13-10-1992            | 24-07-1993            | 1 (5wk)         | 35           | Goud        |

### Singles
| Single met eventuele hitnotering(en) in de Nederlandse Top 40 | Datum van verschijnen | Datum van binnenkomst | Hoogste positie | Aantal weken | Opmerkingen                                                             |
| ------------------------------------------------------------- | --------------------- | --------------------- | --------------- | ------------ | ----------------------------------------------------------------------- |
| What's Up?                                                    | 1993                  | 10-07-1993            | 1 (10wk)        | 20           | Hit van het jaar 1993 / Alarmschijf / Nr. 1 in de Mega Top 50 / Platina |
| Spaceman                                                      | 1993                  | 27-11-1993            | 32              | 3            | Nr. 25 in de Mega Top 50                                                |
| Dear Mr. President                                            | 1994                  | -                     | tip 18          | -            |                                                                         |

| Single met hitnotering(en) in de Vlaamse Ultratop 50 | Datum van verschijnen | Datum van binnenkomst | Hoogste positie | Aantal weken | Opmerkingen |
| ---------------------------------------------------- | --------------------- | --------------------- | --------------- | ------------ | ----------- |
| What's Up?                                           | 1993                  | 07-08-1993            | 1 (8wk)         | 20           |             |
| Spaceman                                             | 1993                  | 20-11-1993            | 24              | 8            |             |

### NPO Radio 2 Top 2000
| Nummer met noteringen in de NPO Radio 2 Top 2000 | '01  | '02-'04 | '05 | '06 | '07 | '08 | '09 | '10 | '11 | '12 | '13 | '14 | '15 | '16 | '17 | '18 | '19 | '20 | '21 | '22 | '23 | '24 |
| ------------------------------------------------ | ---- | ------- | --- | --- | --- | --- | --- | --- | --- | --- | --- | --- | --- | --- | --- | --- | --- | --- | --- | --- | --- | --- |
| What's Up?                                       | 1908 | -       | 181 | 463 | 216 | 461 | 368 | 771 | 323 | 855 | 965 | 799 | 687 | 806 | 823 | 948 | 960 | 884 | 860 | 930 | 864 | 680 |

1. ↑  Een '-' betekent dat het nummer niet was genoteerd en een vetgedrukt getal geeft de hoogste notering aan.
2. ↑  2001 was het eerste jaar met een notering voor dit nummer.